# Bernardo de Santa Eugenia
Bernardo de Santa Eugenia, también llamado Bernardo de Santaeugènia o Bernardo de Montgrí y de Santa Eugenia de Berga, (Torroella de Montgrí,? - Torroella de Montgrí, 1269) fue caballero, gobernador del Reino de Mallorca y consejero del rey Jaime I de Aragón. 

## Linaje
Bernardo de Santa Eugenia era hijo segundón del Señor de Torroella de Montgrí, Pedro de Torroella, y hermano del heredero Ponce Guillermo de Torroella, así como de Guillermo de Montgrí, sacristán de la catedral de Gerona, de Pedro de Torroella (también llamado Pedro de Montgrí) y de Ramón de Torroella (también llamado Ramón de Santa Eugenia), quien fue obispo de Mallorca.
Bernardo de Santa Eugenia tomó el apellido de Santa Eugenia porque su apellido se había emparentado con una rama de los Santa Eugenia de Berga y él heredó los bienes de Santa Eugenia de Berga. Posteriormente se casó con Beatriz, de apellido no conocido. El heredero de los Montgrí, Ponce Guillermo de Torroella, murió hacia el 1228 y Bernat de Santa Eugenia heredó también el señorío de Torroella de Montgrí.
El hijo de Bernat de Santa Eugenia fue Ponce Guillermo de Torroella, pero este murió joven y sus bienes fueron heredados por su hija Sancha de Santa Eugenia de Berga, esposa del vizconde Guerau VI de Cabrera.

## Conquista de Mallorca
Fiel consejero del rey Jaime I de Aragón, participó en la conquista de Mallorca con una hueste de 30 caballeros. En razón de esta aportación, le fueron concedidas 154 caballerías en el reparto de la isla.
En 1230 y cuando el rey abandonó la isla, éste lo nombró gobernador y le encargó conjuntamente con Pedro Maza la misión de destruir los focos de insurgencia islámica que resistían la invasión en Artá, Pollensa y Alaró.
En 1231 regresó a Cataluña para pedir al rey su presencia en la isla con el fin de firmar el Tratado de Capdepera con el cadi de Manurqa.

## Conquista de Yabisah y Sitio de Madina Balansiyyà
En 1235 participó con otros tres potentados en la conquista de Yabisah (Ibiza) y poco después participó en el Sitio de Madina Balansiyyà (Valencia). Tras la capitulación de la ciudad le fueron concedidas propiedades en la huerta.

## Actuación política
Continuó actuando como consejero del rey Jaime I de Aragón hasta el 1262 y éste le concedió en feudo el Castillo de Pals. Murió pocos años después, en 1269 y se debió de enterrar en el Monasterio de Santa Maria de Ullà, en la comarca catalana del Bajo Ampurdán.